# Mudra
Pour l'école de danse fondée par Maurice Béjart, voir École Mudra.

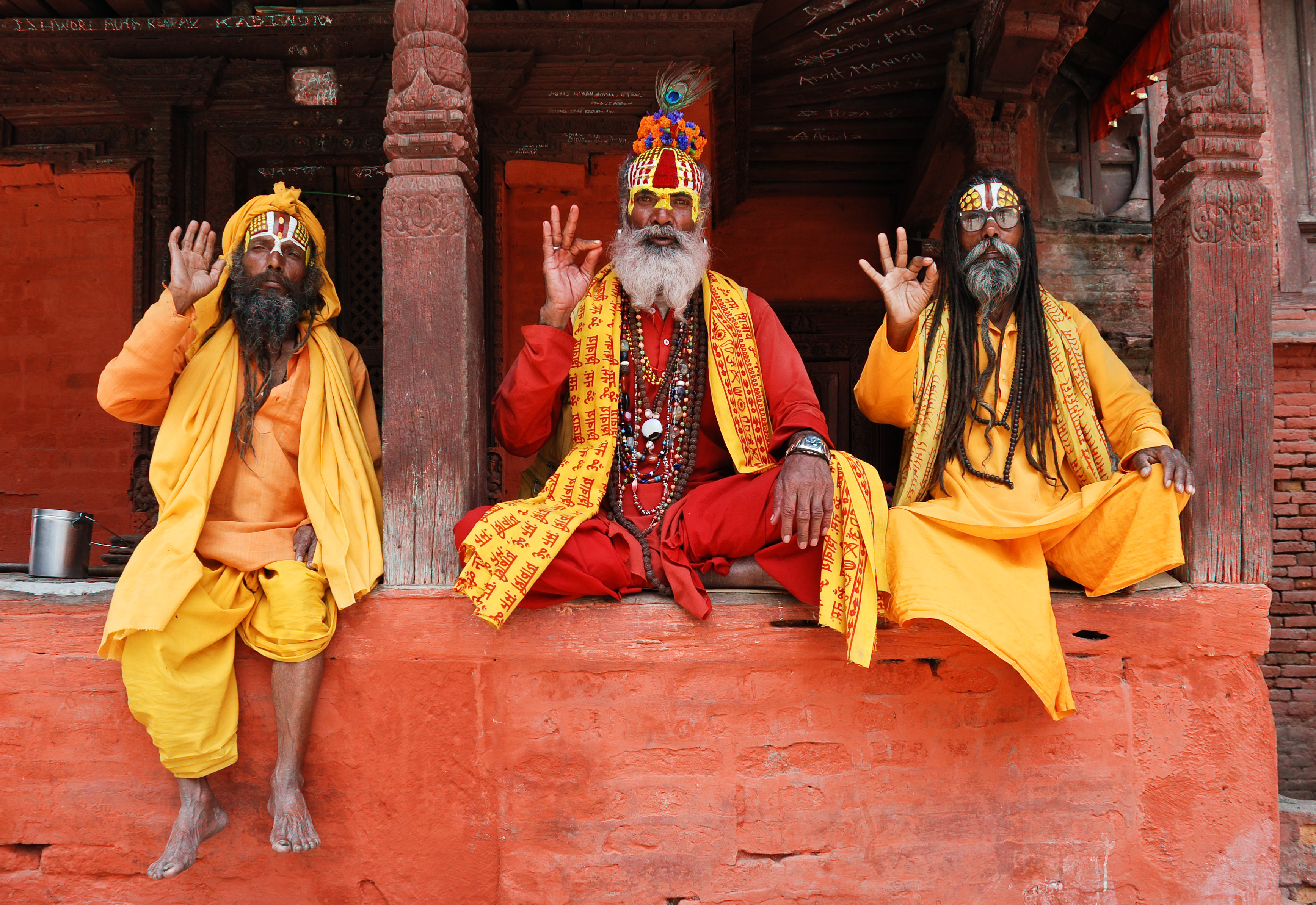
Trois sâdhus effectuant des mudras (Katmandou. Durbar square, Népal).

Mudrā est un terme sanskrit (devanāgarī : मुद्रा, pali : muddā) signifiant « sceau, signe, geste (symbolique), rituel, », qui désigne une position codifiée et symbolique des mains d'une personne (danseur, yogi, pratiquant du bouddhisme) ou de la représentation artistique (peinture, sculpture) d'un personnage ou d'une divinité. L'origine des mudrā est très ancienne et se rattache à la culture védique.

## Hindouisme
Il existe un nombre important de mudrā, exécutées avec une seule main ou les deux, leur utilisation correspondant à l'expression d'un sentiment ou d'une action déterminée. On trouve une combinaison de différentes mudrā permettant de très nombreuses expressions, en particulier dans la danse indienne. Dans l'hindouisme, la mudrā est une position codifiée et symbolique des mains d'une personne : 

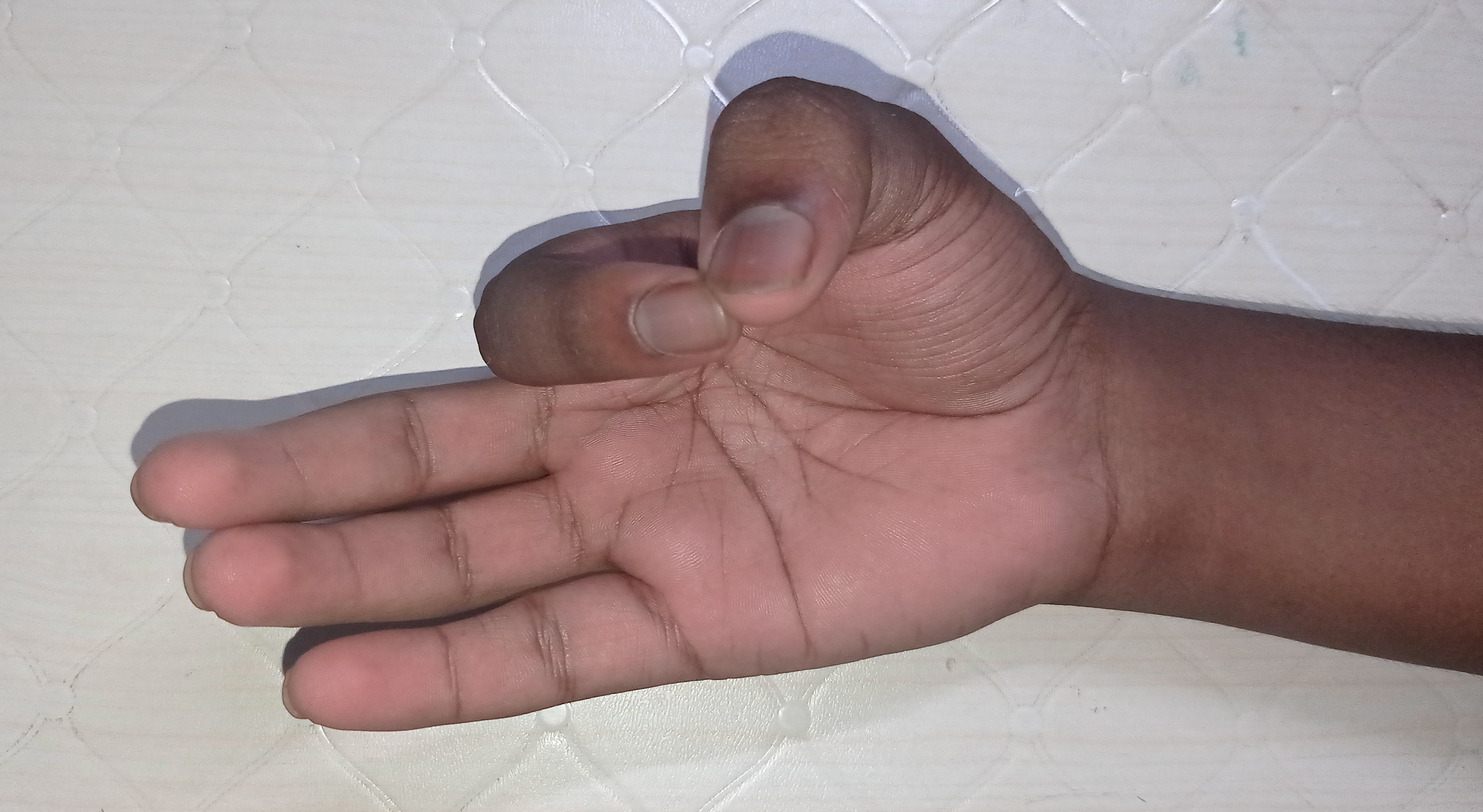
Jñana mudrā.

- Danse : On trouve les mudrā dans différents styles  comme Bharata natyam, Odissi, Mohiniattam, Kuchipudi, Kathak.
- Yoga : Dans le hatha yoga, la mudrā intervient après la réalisation de la posture (āsana) et après celle de la respiration (prāṇāyāma); elle scelle alors le souffle à l’intérieur du corps et le protège contre les maux[5]. C'est une posture statique visant à favoriser une stabilité mentale : Maha mudrā, avec tout le corps qui est immobile,  ou avec une partie seulement du corps qui est immobile, comme dans Jnana mudrā (réalisée avec les mains, pouce et l'index formant un cercle, et les trois autres doigts tendus).
- Rituel : Dans les rituels védiques, les hymnes sacrés sont psalmodiés avec des gestes des mains[6]. Dans le rituel hindou, notamment le tantrisme, les mudrā sont employées en association avec des mantra et une concentration mentale (bhāvanā) sur l'acte sacré. « La mudrā, qui est, au sens littéral, "un sceau", a pour fonction d'apposer un cachet sur la parole et sur l'acte liturgique, de leur donner autorité, puissance spirituelle et efficacité magique[5] ».
- Art : dans l'iconographie hindoue, les divinités et personnages sont souvent représentées avec des gestes de la main (et aussi du corps) qui les caractérisent.

### Iconographie

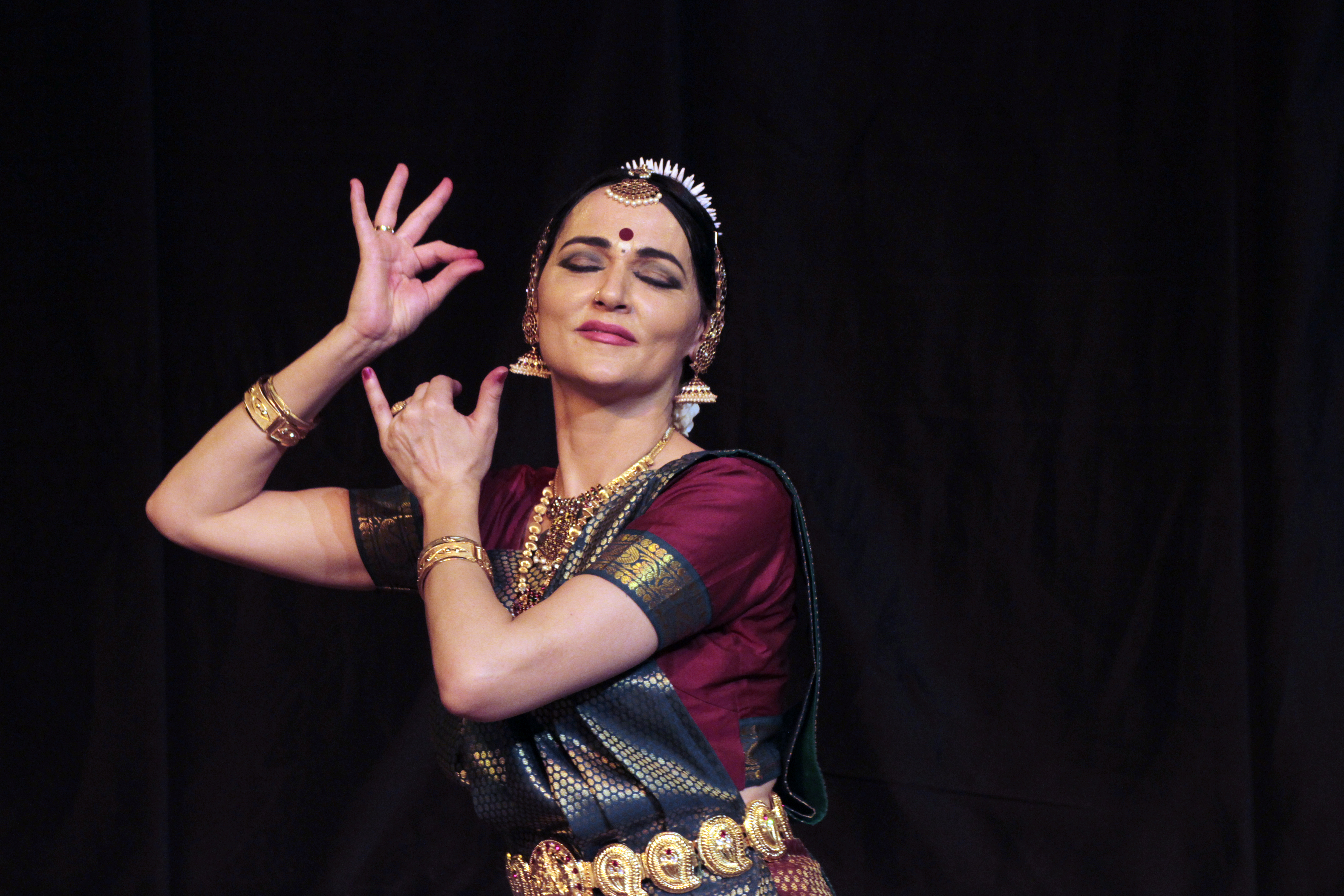
Utilisation de mudrā en bharata natyam (danse classique indienne).

Pour les divinités, les gestes les plus fréquents sont l'abhaya-mudrā (Voir plus bas la section « Bouddhisme ») et la varada-mudrā (la paume en haut et les doigts pointant vers le bas, le bras étant baissé). Dans la dénomination d’une mudrā, le mot « hasta » est parfois ajouté, voire substitué, à « mudrā ». Ainsi on peut aussi bien dire abhayamudrā, abhayahasta ou encore abhayahastamudrā. Les explications à ce sujet divergent fortement et ne sont jamais suivies. 
La manière dont une main tient un attribut est aussi souvent une mudrā, comme la kartari-mudrā ou kartari-hasta, où l’index et le majeur forment un V vers le haut pour tenir un attribut. Souvent aussi, par exemple dans la danse, l’objet tenu n’est pas représenté (ou pas physiquement présent), si bien qu'il peut y avoir des discussions pour savoir quel est l'objet absent et quelle est l’intention iconographique; c'est le cas du kaṭaka-hasta déjà mentionné ou « geste du  bracelet » , où le majeur et l’annulaire forment un cercle avec le pouce, tandis que les deux autres doigts, légèrement relevés, forment comme les oreilles d’une tête de lion symbolisée par le poing — d’où l’autre nom de cette mudrā : siṃhakarṇa (oreilles de lion). Parfois même un objet — une fleur fraîche pour une représentation de Lakshmi ou Parvati, ou une représentation en métal précieux de l’attribut — est déposé au creux des doigts formant un bracelet, comme l’arc de Rāma. 
On trouve des mudrā typiques de certain personnages. Par exemple, dans les représentations de Shiva dansant (Nataraja), l’un des bras du dieu est placé en diagonale devant sa poitrine, les doigts de la main réunis pointant vers son pied. Cette mudrā est nommée gaja-hasta « main de l’éléphant », le bras et la main formant comme une trompe d’éléphant (parfois aussi appelée daṇḍa-hasta, dola-hasta ou kari-hasta) « qui indique que le dévot doit chercher refuge et protection dans son pied levé ». Une autre mudrā de cette représentation est appelée ardha-chandra (demi-lune), le bras levé, la paume vers le haut, formant avec les doigts un croissant de lune et recueillant un feu.
Souvent, la main gauche repose sur la hanche (kaṭyavalaṃbita-hasta).

#### Quelques mudras
- Tarjanī-hasta (ou tarjanī-mudrā) : Dans ce geste de la main, l’index pointe vers le haut de manière menaçante. Certains le nomment aussi sūci-mudrā, la mudrā de l’aiguille, bien que celle-ci pointe plutôt , selon Rao, vers le bas[8].

- Vismaya-hasta : Ce geste dénotant l’étonnement ou l’admiration est montré par la main levée, les doigts écartés, la paume vers l’intérieur. Ce geste est fréquent dans l’art Pallava.

- La dhyana-mudrā, décrite plus bas pour le bouddhisme, est souvent nommée yoga-mudrā dans les représentations hindoues.
- Il est fréquent que les déesses laissent un des bras balancer gracieusement le long du corps, c’est le lola-hasta.
- La vyākhyāna-mudrā est aussi appelée vitarkamudrā (voir plus bas la section « Bouddhisme »), jñānamudrā ou cinmudrā[10]. Selon certaines sources[11], ces deux dernières dénominations désignent ce geste avec la paume dirigée vers le cœur, tandis que dans les premières elle est tournée vers à l’observateur. Mais il n’y a pas de consensus.

## Galerie hindouisme

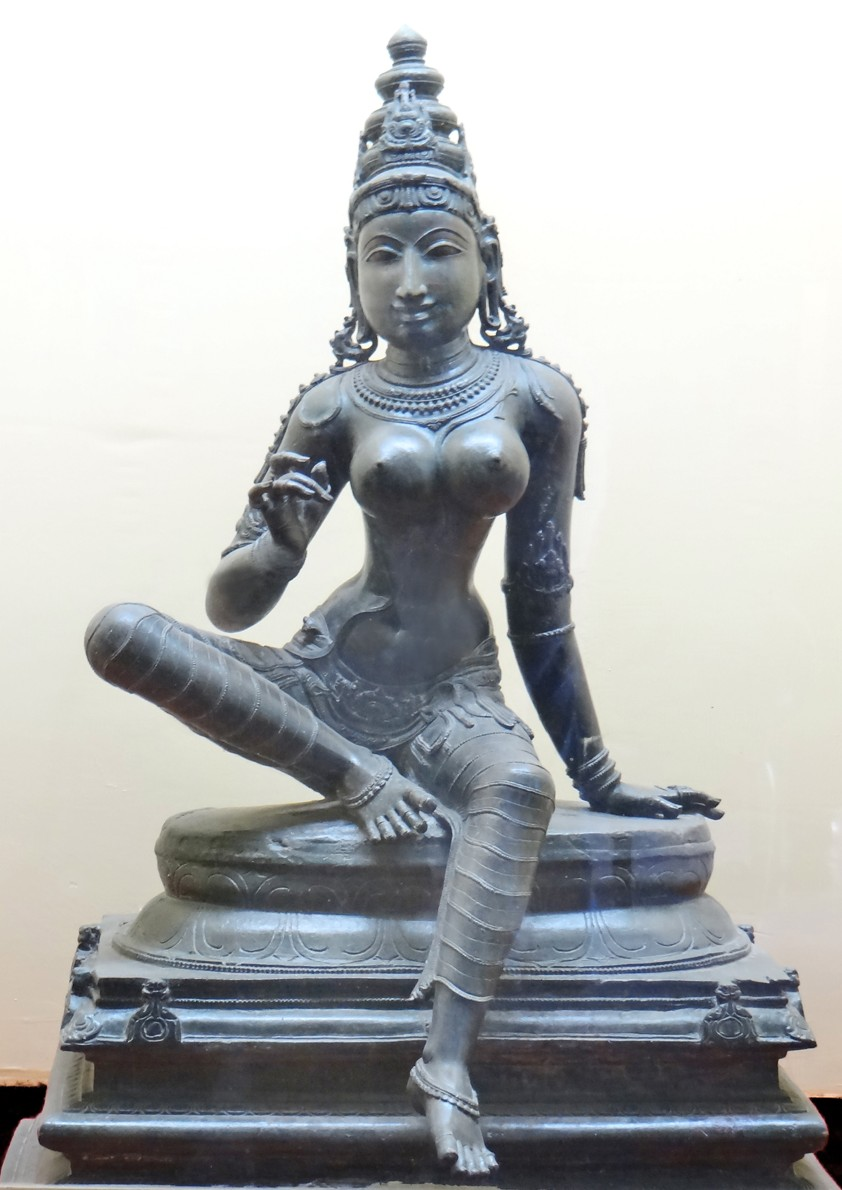
Devi faisant la kataka-mudra de la main droite et posant la gauche en dharālamba-hasta.
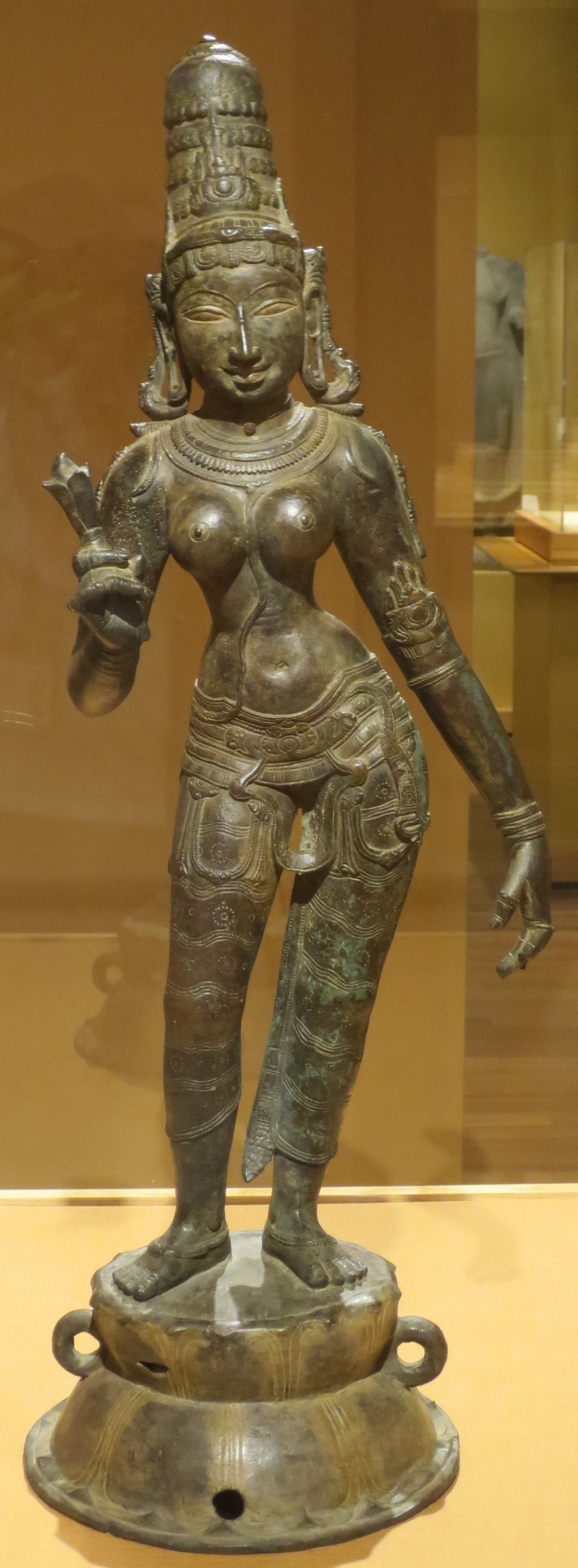
Parvati balance sa main gauche en lola-hasta tandis qu'elle tient un lotus dans la droite qui est en kataka-mudra.
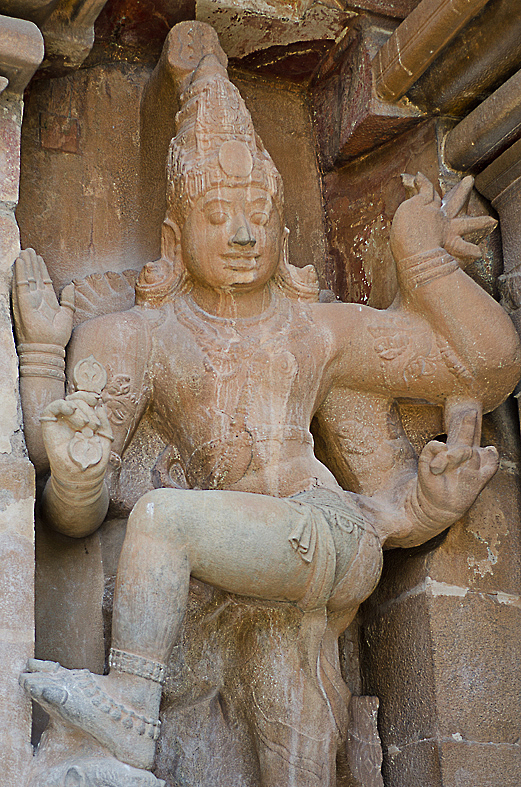
Nataraja, avec la main gauche supérieure  en vismaya-hasta et la droite en abhaya-mudra.
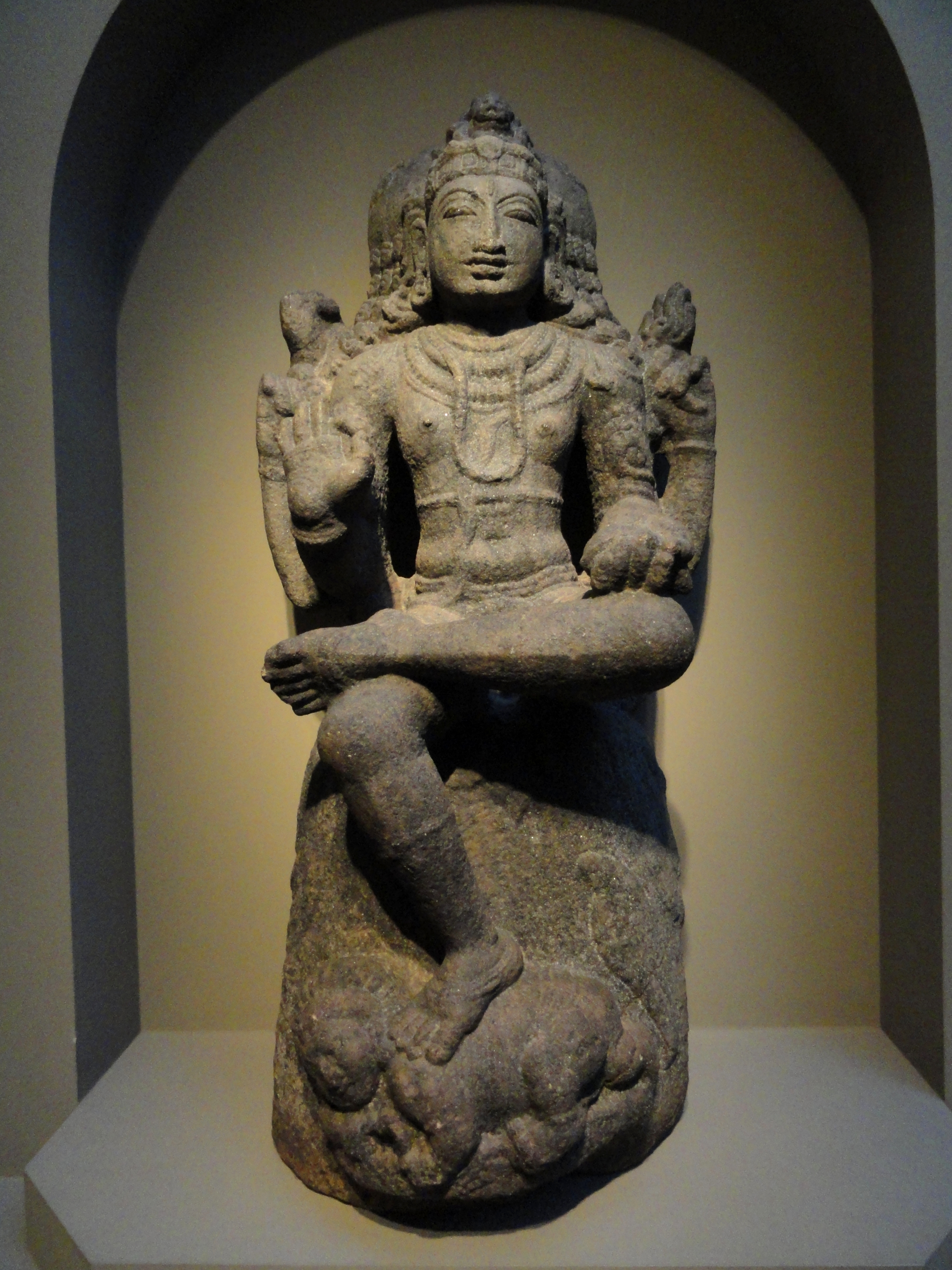
Shiva enseignant, main droite en vyakhyana-mudra.
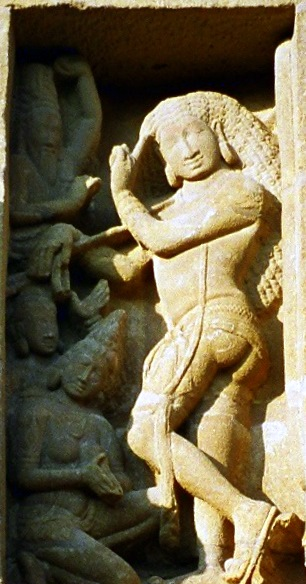
Shiva mendiant (bhikshatana-murti), main gauche en tarjani-mudra.
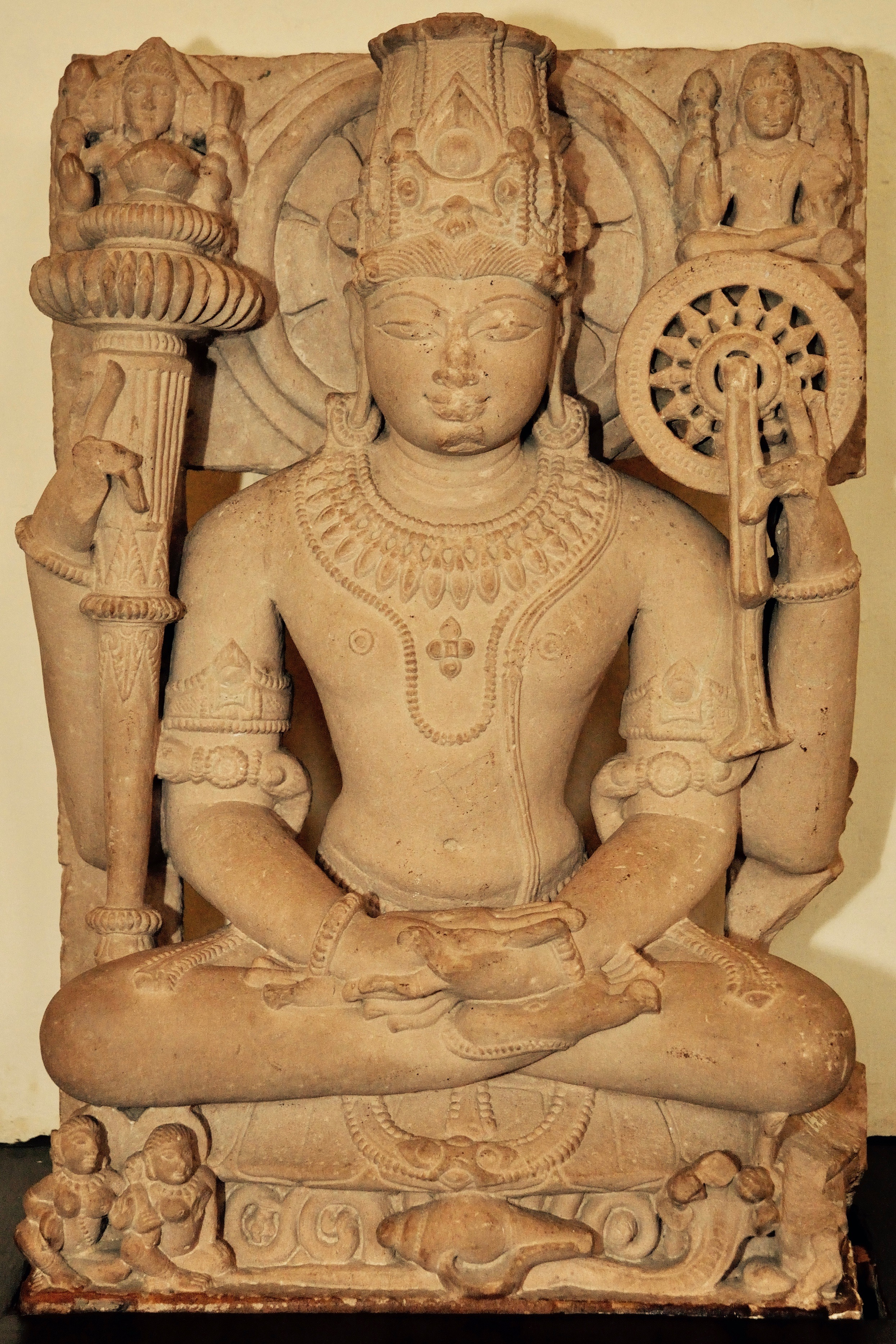
Vishnu médite en posture du lotus, propre à la méditation (dhyana-mudra; yoga-mudra).
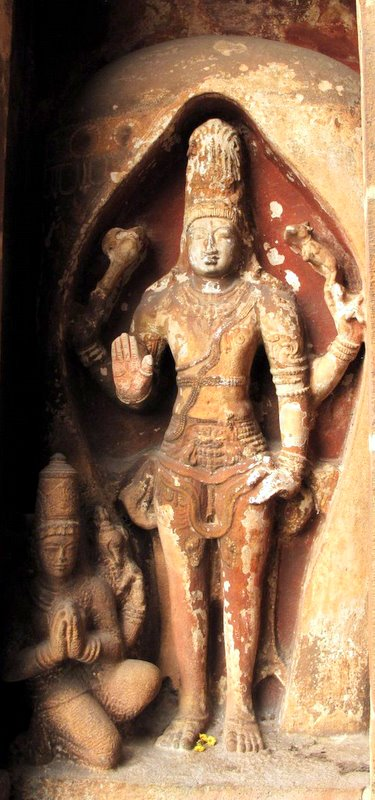
Shiva sortant du lingam: main sur la hanche en katyavalambita-mudra; Mains supérieures, avec hache et antilope, en kartari-hasta.
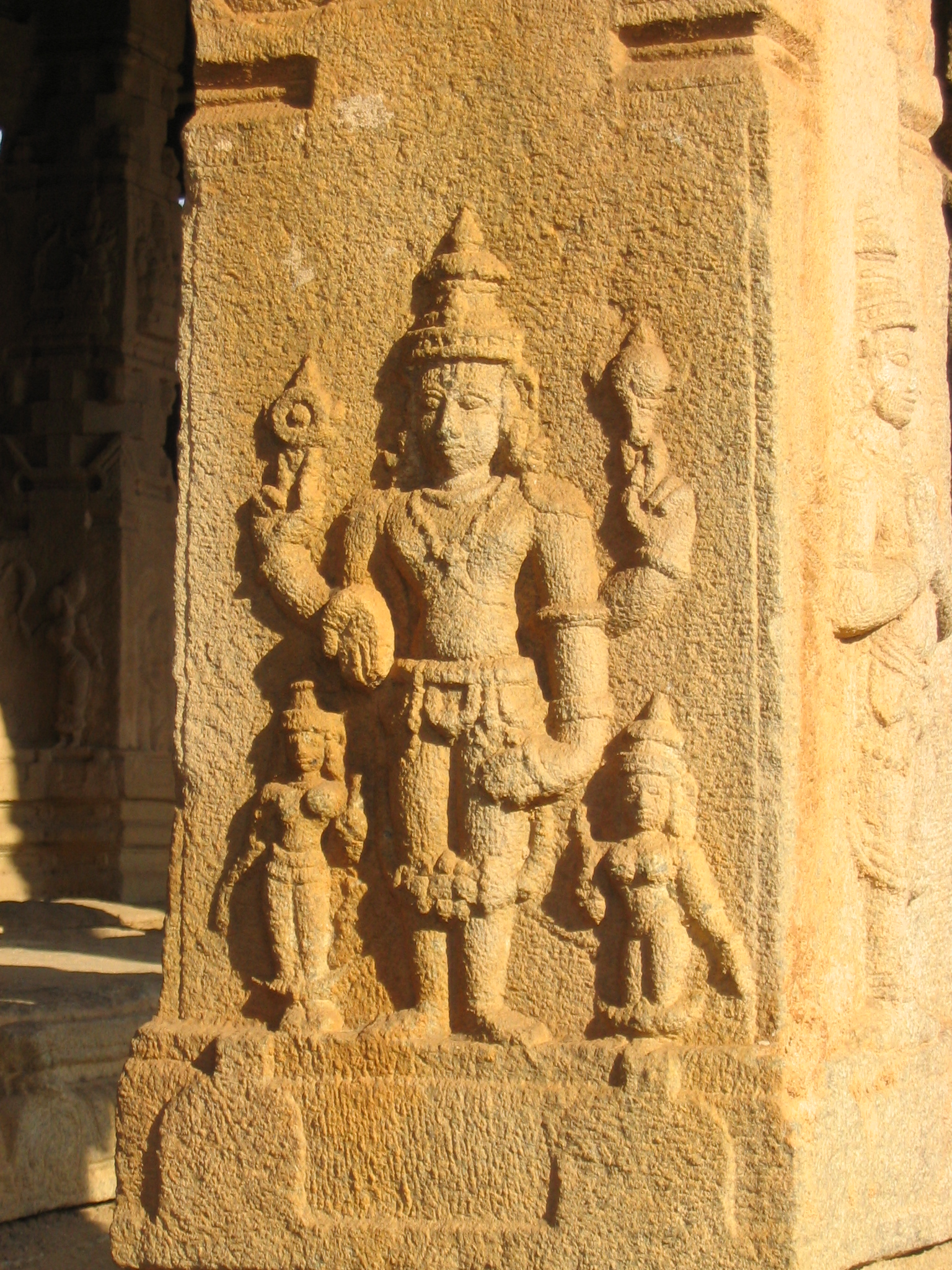
Vishnu:  main inférieure droite en varada-mudra; main gauche en katyavalambita, « posée sur la hanche »; mains supérieures en kartari-hasta avec disque et conque.
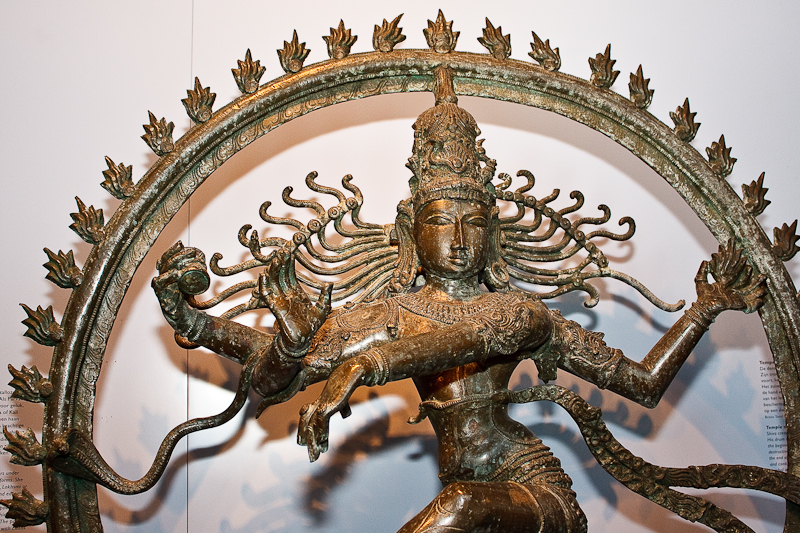
Nataraja. Mains droites, supérieure en kataka-hasta avec un ḍamaru, l'autre en abhaya-mudra; mains gauches, supérieure en gaja-hasta, l’autre, d’où s’échappent des flammes, en ardha-chandra.

## Bouddhisme

### Généralités

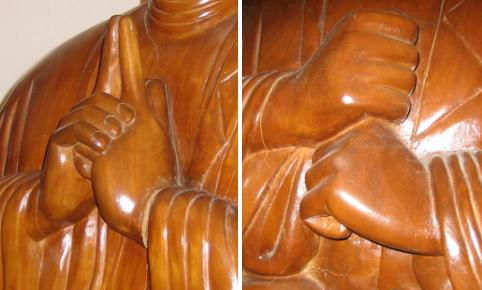
Deux mudrā de Vairocana.

Dans le bouddhisme, le mudrā peut, au-delà des nombreuses traditions et de leurs différences, être considéré dans un double sens. D'une part, ii s'agit de signes qui symbolisent l'aspect métaphysique des cérémonies ésotériques; d'autre part, il s'agit — en particulier dans le domaine de l'iconographie —  d'élément qui évoquent des épisodes des épisodes du bouddhisme ou qui permettent d'identifier des personnages et des divinités. Le premier groupe relève des rituels et donc des cérémonies religieuses, où ils sont exécutés par le ou les officiants, souvent de manière imperceptible pour l'assistance. La plus grande partie des mudrā relèvent de cette catégorie. Ainsi, le manuel Si-Do-In-Dzou décrit brièvement et illustre 390 mudrā (avec cependant un certain nombre de répétitions) du bouddhisme Shingon.  
Dans l'art bouddhique, la multiplication des représentations peintes ou sculptées de bouddhas, bodhisattvas et yidams a conduit à la création de nombreux mudrā. Si le premier sûtra qui semble avoir recensé de telles formes, au VIe siècle, n'en mentionne que seize, à peine un siècle plus tard, un autre sutra en liste plus de trois cents. Toutefois, nombre de ces mudrā concernent des divinités secondaires, si bien qu'en réalité que les mudrā importants pour l'iconographie sont au nombre d'une  quinzaine (avec, pour certains, quelques variantes). Saunders analyse ainsi dans son ouvrage huit formes importantes et six secondaires, à quoi s'ajoutent les postures et les trônes. 

### Canons de la sculpture bouddhique
L'enseignement originel du Bouddha excluait formellement une idolâtrie qu'aurait pu entraîner la dévotion à des images le représentant. Cette exigence fut peu à peu contournée à partir du Ier siècle par le courant Mahāyāna (« Grand Véhicule) » qui arguait que les représentations proposées aux fidèles ne devaient être qu'une image symbolique, impersonnelle et propice à la méditation. Comme il n'existait aucun portrait nature du Bouddha, les artistes furent réduits à produire des représentations idéalisées, fondées sur les indications trouvées par des textes anciens. Un ensemble de caractéristiques fixes s'est alors progressivement imposés, qui ne variera plus beaucoup au cours des siècles.
Trois postures principales du corps sont représentées dans la statuaire :
- Assis dans la position du lotus, jambes repliées et croisées. Quelques plus rares statues en position assise à l'européenne, ou en demi-lotus existent.
- Debout, les pieds joints, ou marchant (création de l'art de l'école de Sukhothaï Thaïlande) .
- Couché sur le côté, une main sous la tête, position dans l'attente de l'accès au parinirvana.

### Quelques mudrā dans la sculpture bouddhique

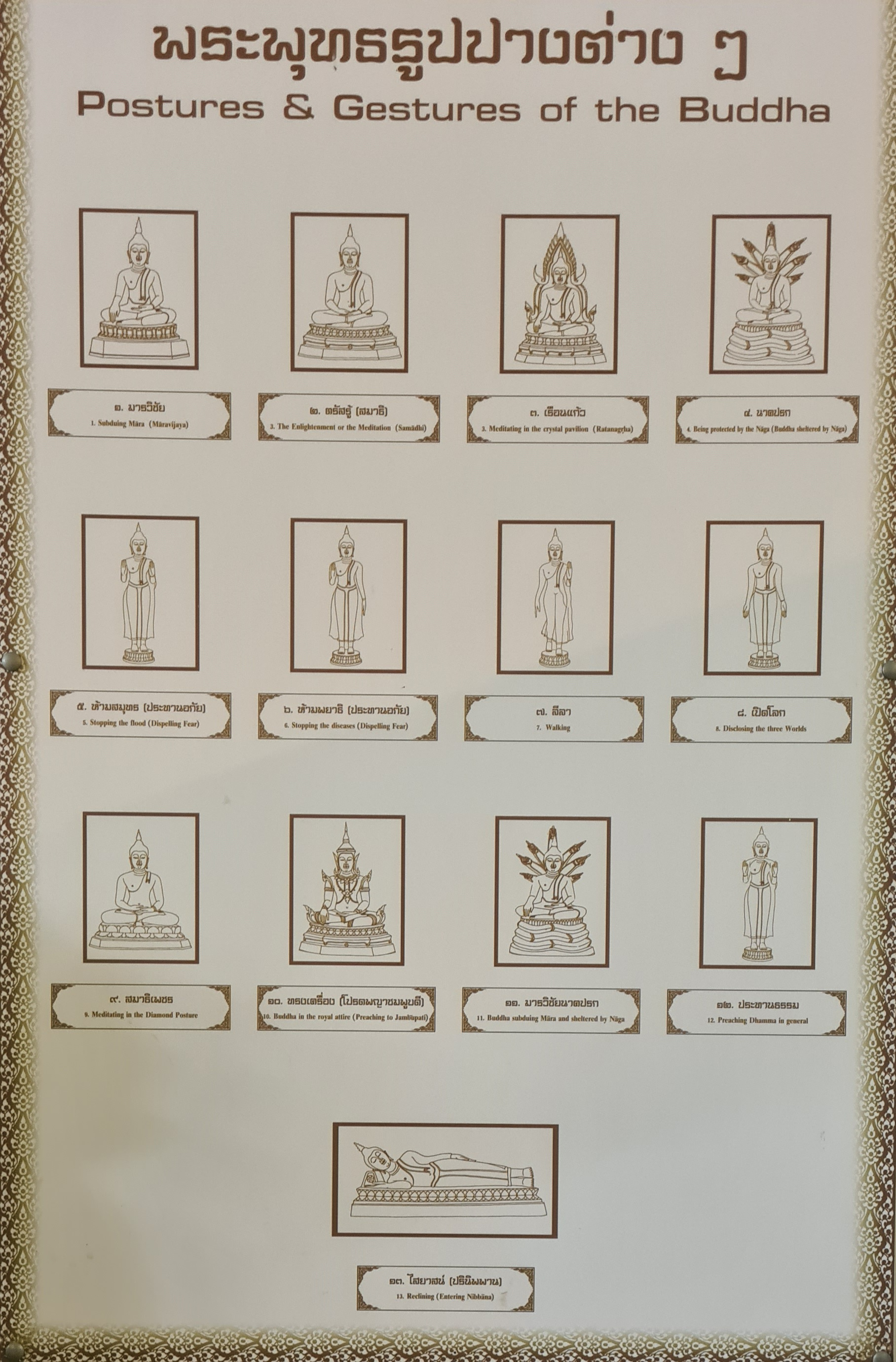
Affiche figurant différents mudra et postures du Bouddha. Musée national de Ramkhamhaeng à Sukhothaï (Thaïlande). Remarquer les postures en lotus et celles debout.

Afin d'illustrer différents enseignements et épisodes de la vie de Bouddha, certaines mudrâs récurrentes sont représentées dans la statuaire, en nombre limité et plus ou moins fréquemment :
- La Varada-mudra, ou mudrā de la dispensation des bienfaits et des dons (dāna).

- La Dhyāni-mudrā, ou mudrā de la méditation. En position assise, la main droite repose dans la main gauche posée dans le giron, paume en l'air et les deux pouces s'effleurant. C'est une des représentations les plus courantes.

- La Bhûmisparsha-mudrā, ou mudrā de la prise de la terre à témoin. Même position que la Dhyâni-mudrâ, mais la main droite est posée sur le genou, les doigts effleurant la terre. Dans sa dernière méditation avant l'éveil, Bouddha subit les attaques de Māra, personnification du mal, qui tenta divers stratagèmes pour interrompre sa méditation. Il voulut finalement le chasser de sa place, affirmant qu'il n'avait pas le droit d'être à cet endroit. C'est alors que le Bouddha toucha la Terre (Bhūmi ou Prithvi), lui demandant de témoigner de sa pratique des vertus au cours de ses très nombreuses vies antérieures sur le chemin du bodhisattva[14]. Cette représentation est également très courante ; c'est par exemple celle du grand Bouddha d'or de Bangkok.

- La Vitarka-mudrā, ou mudrā de l'enseignement et de l'argumentation. En position debout ou assise, la main droite est relevée au niveau de l'épaule et le pouce forme avec l'index un cercle, les autres doigts étant relevés. Le bras gauche est au niveau de la taille, la main effectuant le même geste ou parfois la paume tournée vers le haut. Cette mudrâ est particulièrement important dans la statuaire de Dvaravati.

- La Dharmachakra-mudrā, ou mudrā de la mise en mouvement de la roue de la Loi ou Dharma. En position assise ou debout, les deux mains sont devant le corps au niveau de la taille, la paume droite tournée vers l'extérieur, la gauche vers l'intérieur, pouce et index joints formant deux cercles tangents, la main droite à la verticale, la gauche à l'horizontale.
- L'Abhaya-mudrā, ou mudrā de l'absence de crainte, et de la protection. En position assise ou debout, avec l'avant-bras droit levé et la main tournée vers le haut, paume vers l'extérieur. En Asie du Sud-est (mais pas en Inde[15]), les deux mains sont parfois utilisées, cette attitude étant alors appelée « calmant l’océan ».

- La Mettakaruna-mudrā, ou mudrā de la bienveillance (maitrī) et de la compassion (karunā). En position debout, les deux bras le long du corps, les mains dans le prolongement, légèrement détachées du corps, paume vers l'intérieur.

- L'Añjali-mudrā (ou Vajrāñjalikarma-mudrā), aussi appelée Pūjā-mudrā, ou mudrā du salut et de la considération. Les deux mains sont paumes jointes, doigts tendus, au niveau de la poitrine, les doigts sous le menton. C'est le geste traditionnel du salut en Asie (Namasté, Wai, Gasshô).

- Posture de la contemplation de l'arbre de la Bodhi : les deux bras descendent le long du corps et les mains sont croisées au niveau du poignet, paumes reposant sur les cuisses.

## Galerie bouddhisme

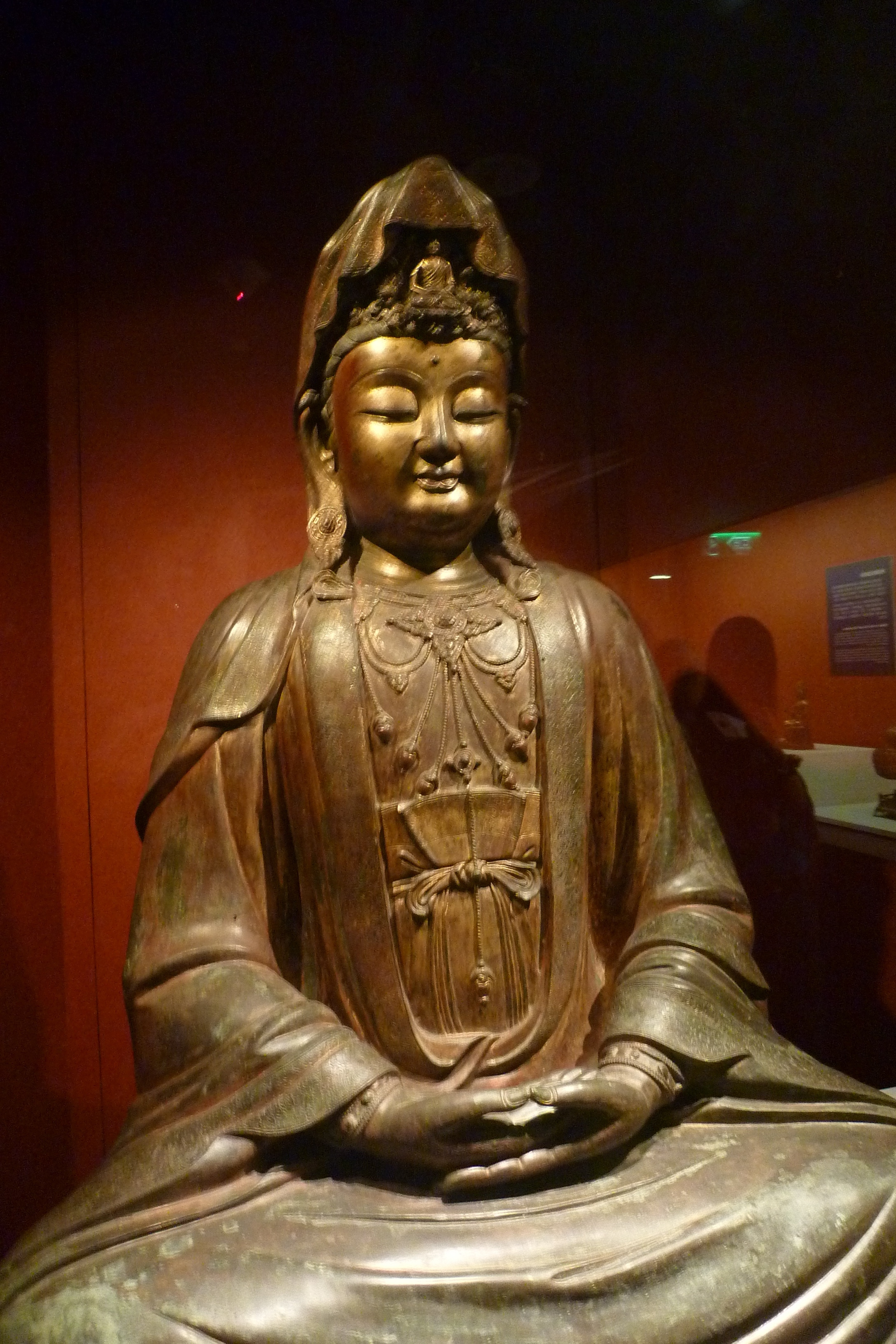
Dhyāni-mudrā. Statue de l'époque Ming. Taiwan, National Palace Museum.
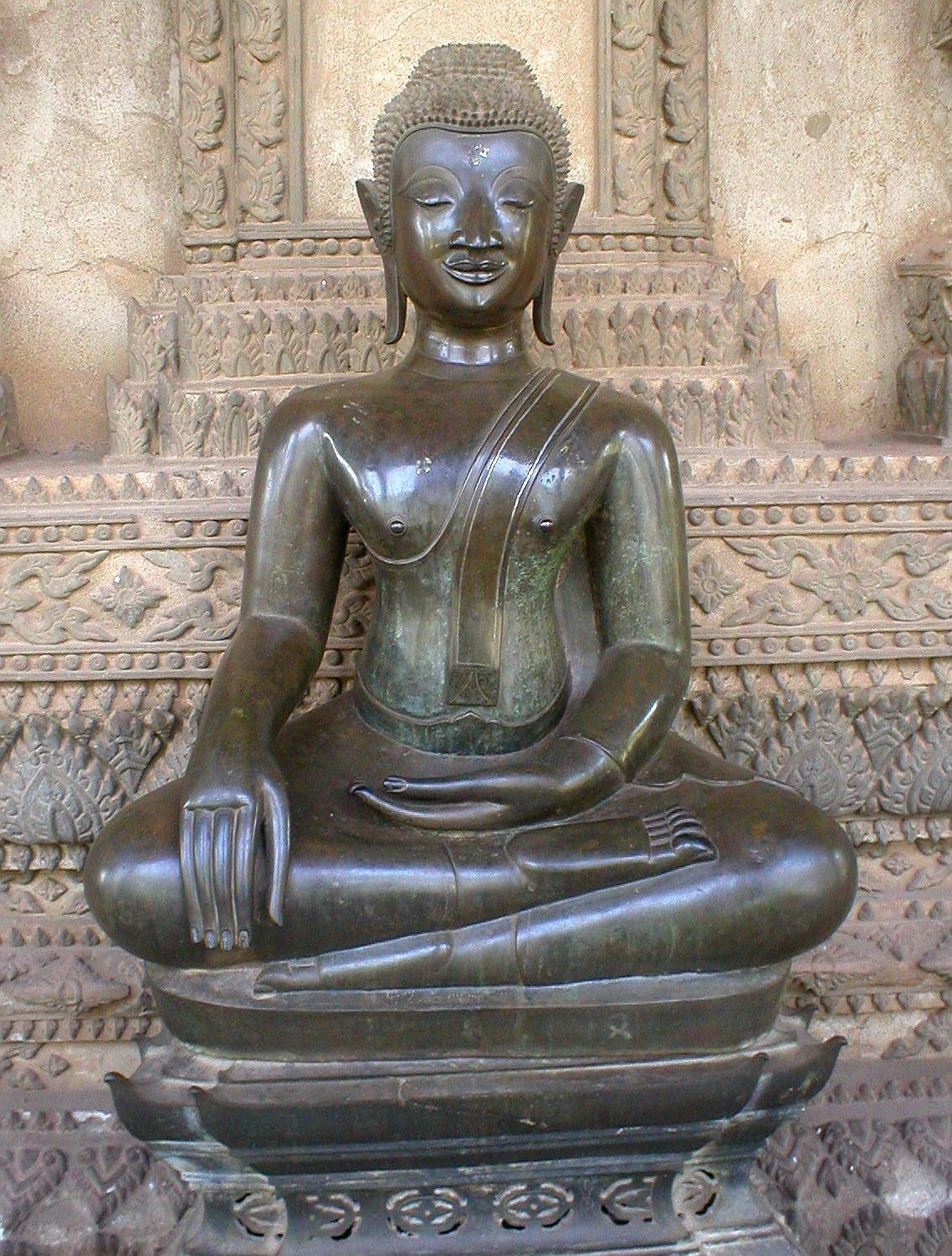
Bhûmisparsha-mudrā (Prise de  la terre à témoin). Vat Phra Kèo de Vientiane.
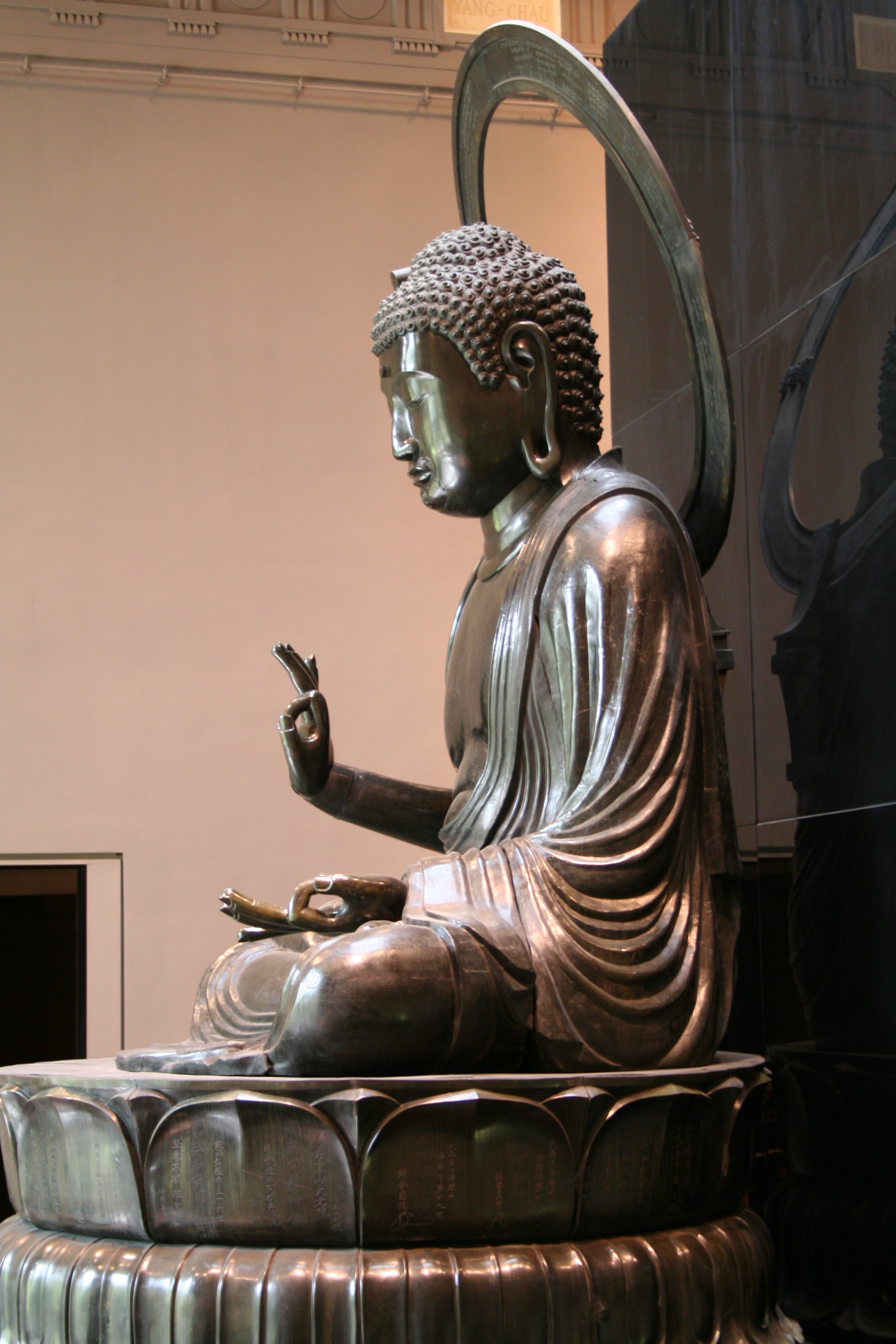
Vitarka-mudrā. Bouddha japonais, XVIIIe siècle. Paris, Musée Cernuschi.
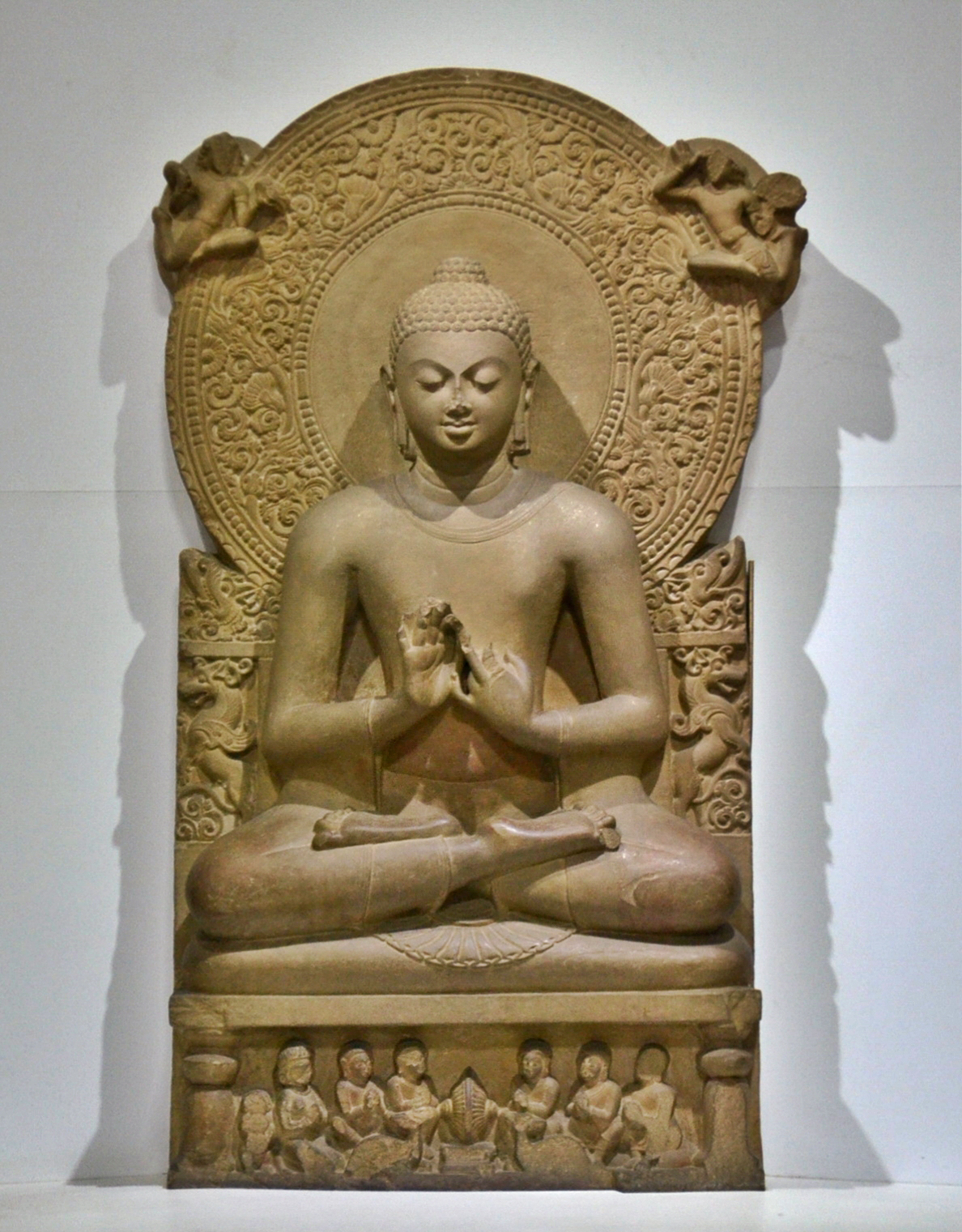
Dharmachakra-mudrā. Bouddha enseignant. Époque Gupta, Musée de Sarnath.

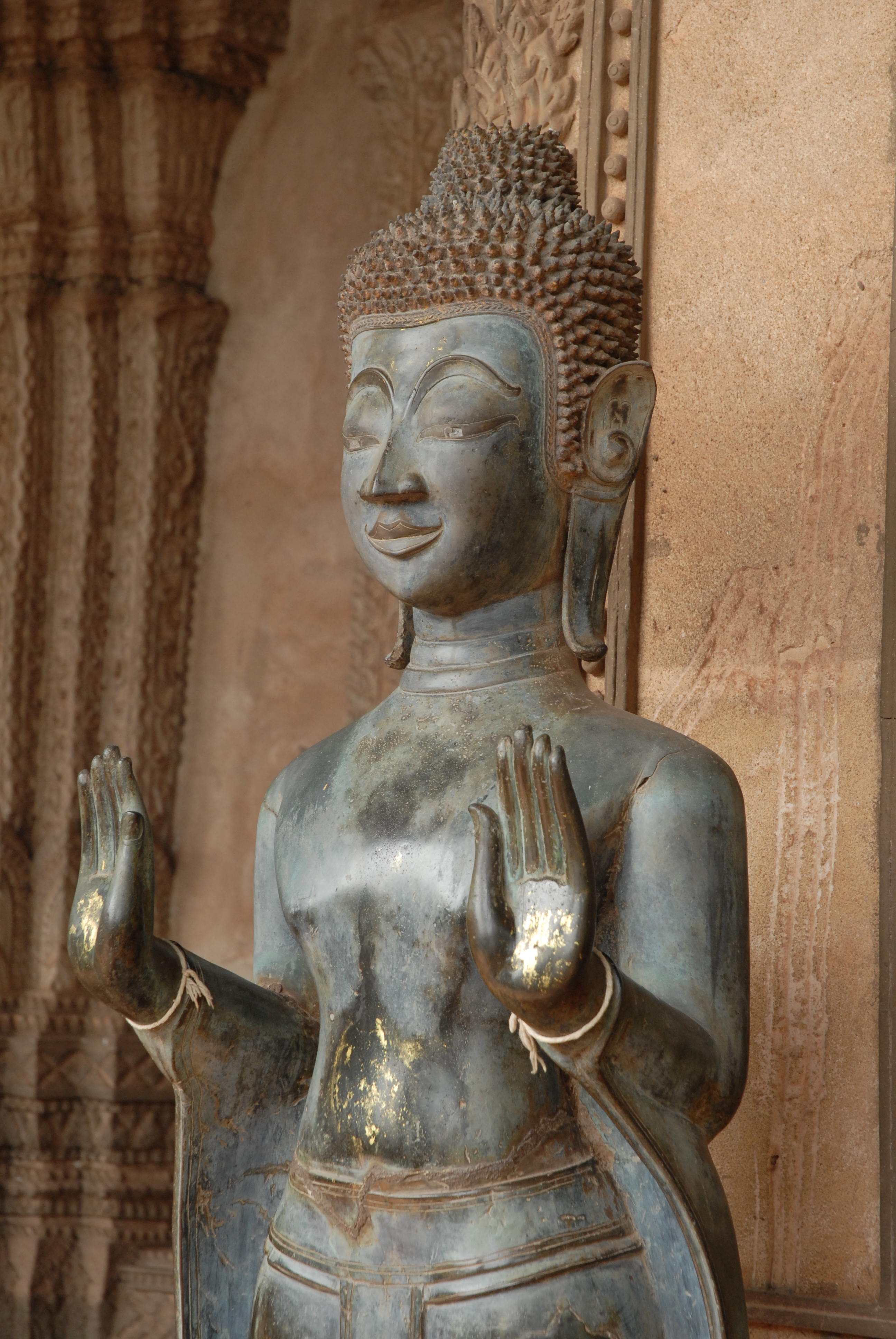
Bouddha en double Abhaya-mudrā. Vat Phra Kèo de Vientiane
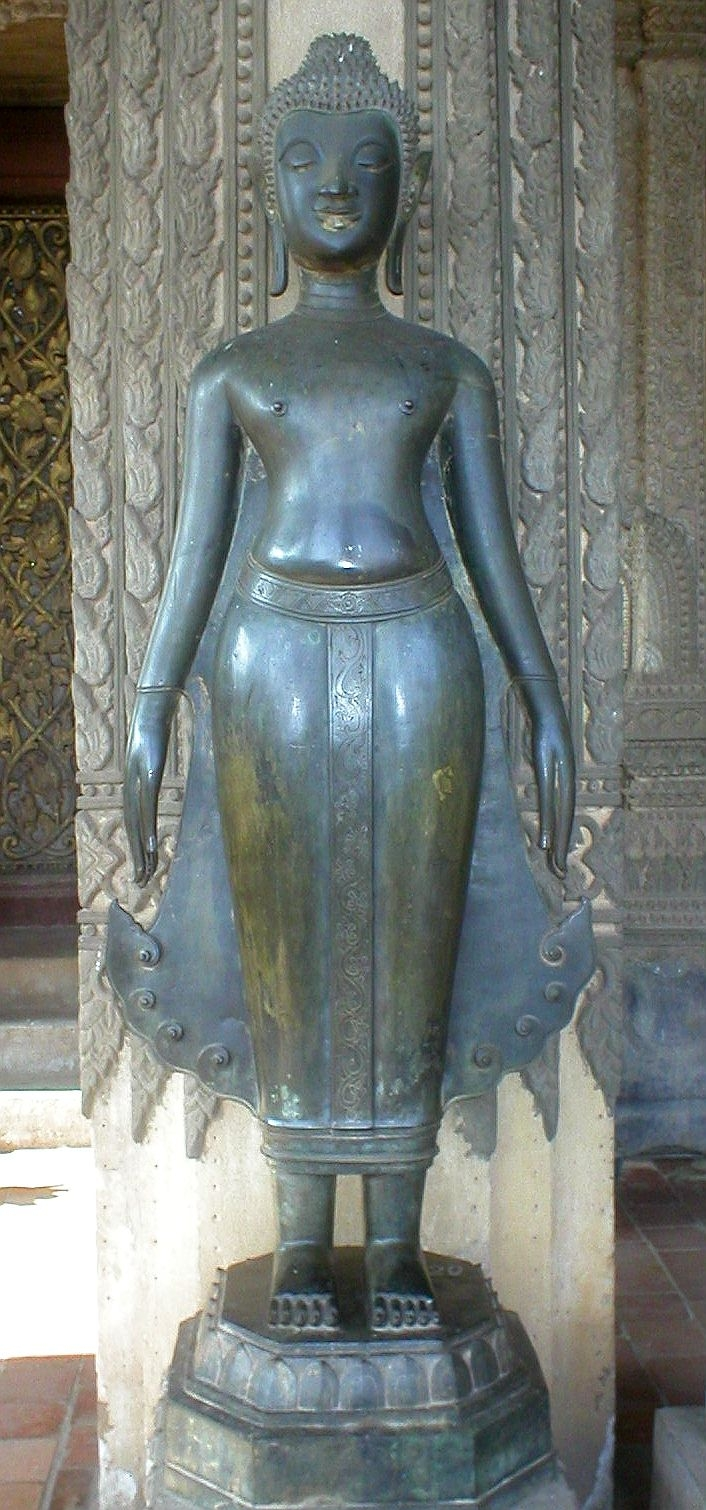
Mettakaruna-mudrā. Vat Phra Kèo de Vientiane.
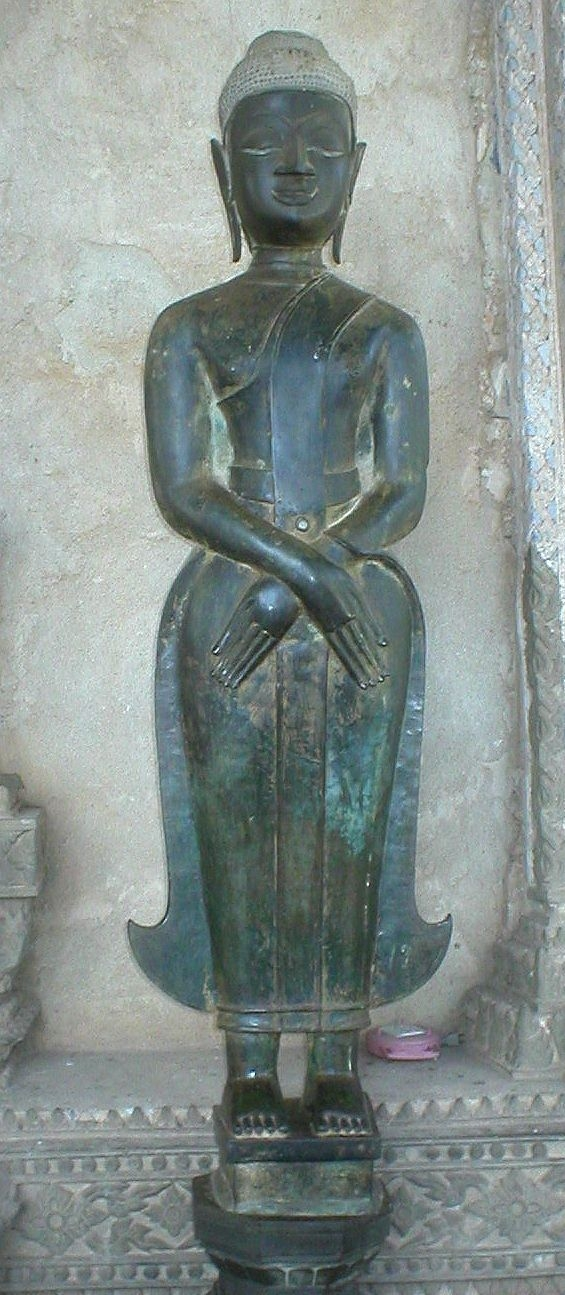
Regarder l'arbre de Bodhi-mudrā[16].

## Dans la fiction
- Dans le manga Naruto, les ninjas utilisent douze mudrā liées aux signes astrologiques chinois pour mettre en œuvre des techniques de ninjutsu.

#### Sources
- Horiou TOKI (d'après le commentaire de M. Horiou Toki [DOGI Hōryū], supérieur du temple de Mitani-dji ; traduit du japonais, sous sa direction, par S. Kawamoura, avec introduction et annotations par L. de Milloué, conservateur du Musée Guimet), SI-DO-IN-DZOU. Gestes de l'officiant dans les cérémonies mystiques des sectes Tendaï et Singon /, Paris, Ernest Leroux, 1899, xix + 234 p. (lire en ligne)« Une étude remarquable des mudrā gestuels du bouddhisme tantrique japonais (Mikkyō) » (Cornu, Dictionnaire... 2006, p. 391 - Réf. complète ci-dessous.)

#### Études
- (en) Frederick W. Bunce, Mudras in Buddhist and Hindu Practices: An Iconographic Consideration, New Delhi, D.K. Printworld, 2009, 346 p. (ISBN 978-8-124-60312-3, présentation en ligne)

- Flora Desondes, ABC des Mudras. Vos mains vous font du bien, Paris, Grancher, 2006, 155 p. (ISBN 978-2-733-90974-4)
- Louis Frédéric, Les dieux du bouddhisme. Guide iconographique, Paris, Flammarion, 2001, 360 p. (ISBN 978-2-080-10654-4).
- Clémence Lefèvre, Manuel pratique des Mudrās.  La gestuelle énergétique de guérison, Exclusif, 2006, 219 p. (ISBN 978-2-848-91037-6)
- Tara Michaël, La Symbolique des gestes de mains (Hasta ou Mudrā) selon l'Abhinaya-Darpana, Paris, éditions Sémaphore, 1985, 326 p. (ISBN 978-2-905-95400-8)
- Ingrid Ramm-Bonwitt, Mudras. L'art de la gestuelle spirituelle, Paris, Dangles, 2005, 382 p. (ISBN 978-2-703-30579-8)
- (en) E. Dale Saunders, Mudrâ. A Study of Symbolic Gestures in Japanese Buddhist Sculpture, Princeton, Princeton University Press, 1985 (1re éd. 1960), XXIII + 296 p. (ISBN 978-0-691-01866-9).
- Jennifer Thiault, « Corps et communication, Les mains comme véhicules de la pensée métaphysique, du bouddhisme à l’iconographie chrétienne », sur Laboratoire Junior CMDR, ENS de Lyon, 2012 (consulté le 2 avril 2013)

#### Dictionnaires
- (en) Robert E. Buswell Jr. et Donald S. Lopez Jr., The Princeton Dictionary of Buddhism, Princeton, Princeton University Press, 2014, xxxii + 1265 p. (ISBN 978-0-691-15786-3).
- Philippe Cornu, Dictionnaire encyclopédique du bouddhisme, Paris, Seuil, 20, 950 p. (ISBN 978-2-020-82273-2).